# Bouabout Amdlane
Bouabout Amdlane  (in arabo بوعبوط امدلان‎?) è un centro abitato e comune rurale del Marocco situato nella provincia di Chichaoua, regione di Marrakech-Safi. Conta una popolazione di 7 541 abitanti (censimento 2014).